# Pedro Antonio Rivera
Pedro Antonio Rivera Abreu fue un empresario de la provincia La Vega, República Dominicana que fundó Industrias Veganas C x A, Induveca, actualmente una empresa parte del conglomerado dominicano Grupo SID. Abreu nació en Jábaba, en la frontera entre La Vega y Moca el 10 de mayo del año 1922.

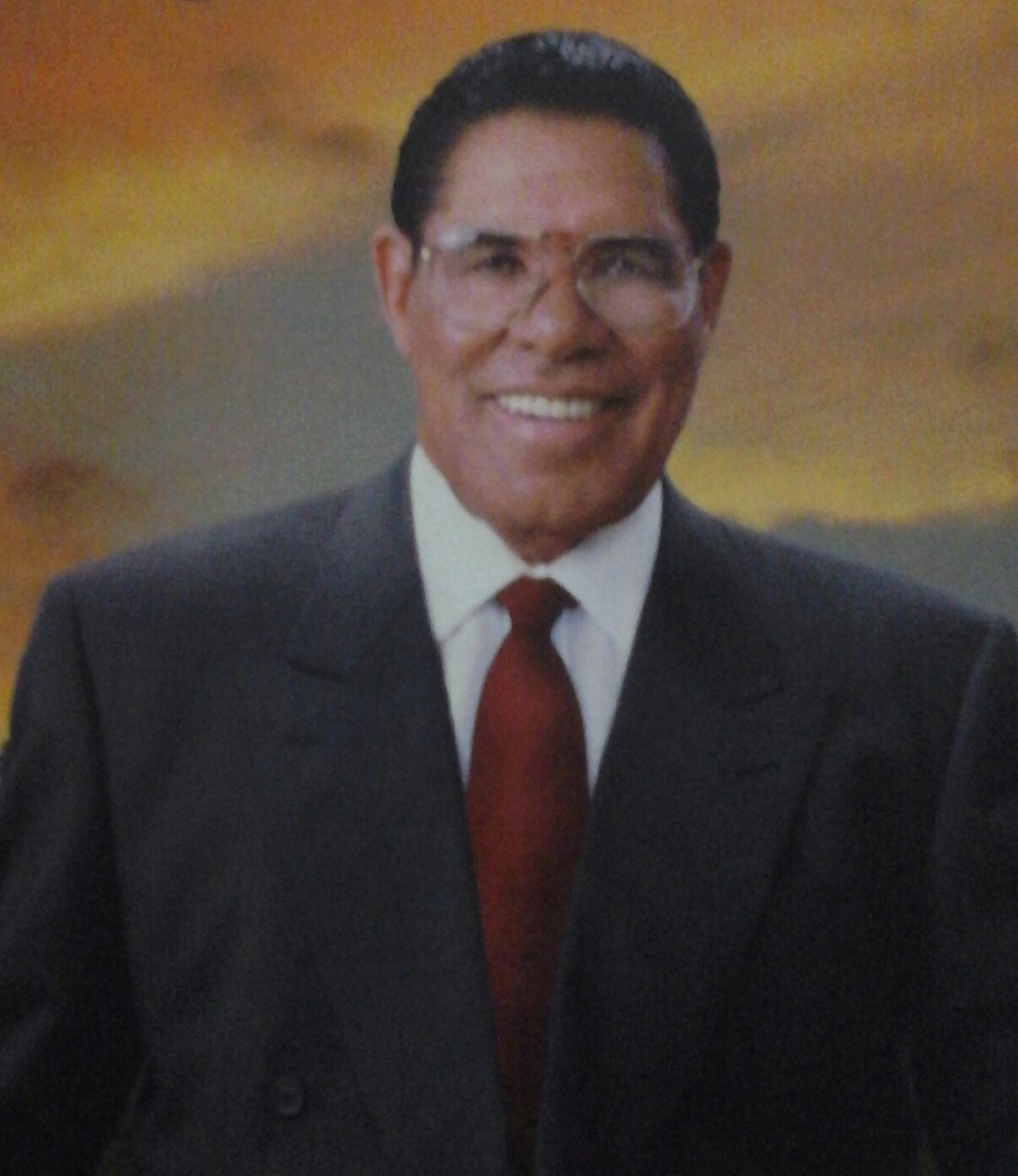
Don Pedro A. Rivera en 1992

## Biografía
Don Pedro fue hijo de Rosalía Abreu y Juan de Jesús Rivera. A sus 20 años entró a la milicia, lo cual sería parte integral de su formación. Se casó en el 1947 con doña Leticia Torres López, procrearon 6 hijos: Rosario, Tony, Ada, Mariela, Janet, Letty.
En sus inicios como agricultor se dedicó a la siembra de plátanos, pero fue con las carnicerías, aprovechando sus conocimientos del ganado aprendidos de su padre, con que comenzó a despegar su carrera.
En 1962 compró una factoría de café y cacao que convirtió en factoría de arroz y la convertiría en una de las más importantes del país en la época. De ahí nació Industrias Veganas. En 1968 compra una pequeña fábrica de embutidos para ayudar a un amigo endeudado, es lo que es  la empresa Induveca hoy día.
Amigo del Dr. Joaquín Balaguer, fue Secretario de Estado, Diputado y Senador por el Partido Reformista Social Cristiano. Fue también copropietario de Radio Nacional en la República Dominicana, estación radial que dirigió junto a Yaqui Núñez del Risco. 
Como homenaje a su legado el escritor y periodista dominicano Virgilio Alcántara, escribió un libro titulado "Don Pedro Rivera: un hombre irrepetible" 
Falleció en un accidente de tránsito en 1994.